# تندیس نبرد گرشاسب با اژدها

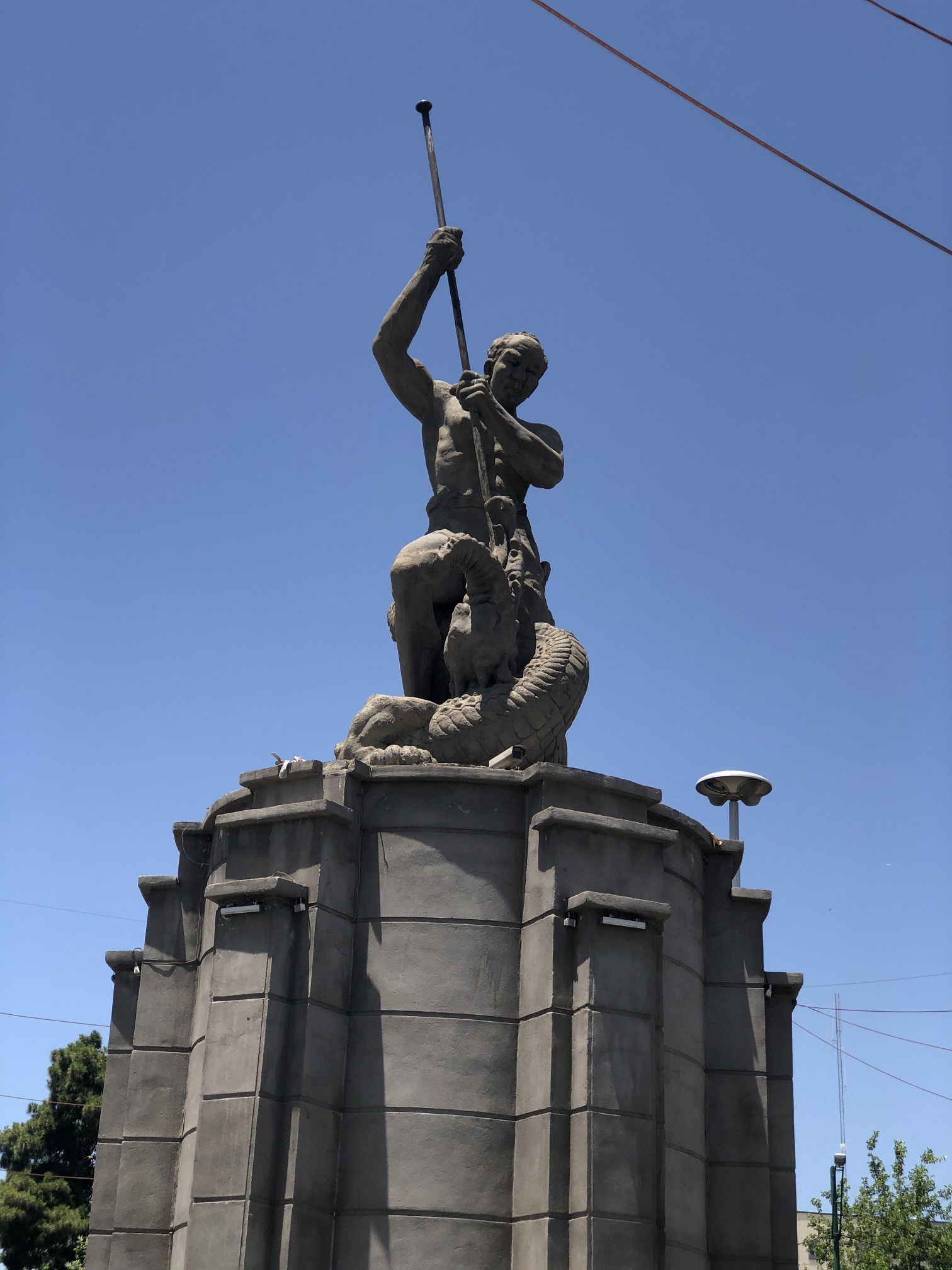
تندیس در میان میدان حر یا باغشاه تهران

تندیس نبرد گرشاسب با اژدها در میدان حر (میدان باغشاه) تهران در سال ۱۳۱۵ در میدان قرار گرفت. انجام پروژه از سالهای ۱۳۱۲ تا ۱۳۱۵ طول کشید و توسط غلامرضا رحیم‌زاده ارژنگ ساخته شده است.
این تندیس به همراه تندیس فردوسی جزو کم شمار تندیس‌هایی است که پس از انقلاب آسیب ندید و یا جا به جا نشد.
غلامرضا رحیم‌زاده ارژنگ هم چنین سازنده نقش برجسته انوشیروان دادگر در کاخ دادگستری است.

## تندیس
این تندیس روی یک پایه بتنی به نمایش درآمده است. برخی منتقدین برآنند که گرشاسب در این مجسمه نماد انسان و اژدها نمادی از نفس انسانی است. پیچیده شدن اژدها به دور وی نیز نمادی از محاصره انسان توسط شیطان است که دهانی باز در برابر گرشاسب دارد. نیزه گرشاسب نیز به سمت دهان اژدها نشانه رفته است تا این نبرد یادآور پیروزی خیر بر شر باشد. این اثر شش و نیم متری به همراه نیزه شش متری آن در مجموع ۱۲/۵ متر ارتفاع دارد.